# Kazuo Shimizu
Kazuo Shimizu (jap. 清水 和男 Shimizu Kazuo; ur. 30 kwietnia 1975) – japoński piłkarz występujący na pozycji obrońcy.

## Kariera klubowa
Od 1994 do 2001 roku występował w klubie Cerezo Osaka.